# Quận Lawrence, Illinois
Quận Lawrence là một quận thuộc tiểu bang Illinois, Hoa Kỳ.
Quận này được đặt tên theo. Theo điều tra dân số của Cục điều tra dân số Hoa Kỳ năm 2000, quận có dân số người. Quận lỵ đóng ở.

## Địa lý
Theo Cục điều tra dân số Hoa Kỳ, quận có diện tích km2, trong đó có km2 là diện tích mặt nước.

## Thông tin nhân khẩu
Theo điều tra dân số 2 năm 2000, quận đã có dân số 15.452 người, 6.309 hộ gia đình, và 4.252 gia đình sống trong quận hạt. Mật độ dân số là 42 người trên một dặm Anh vuông (16/kmТВ). Có 7.014 đơn vị nhà ở với mật độ trung bình là 19 trên một dặm Anh vuông (7/kmТВ). Cơ cấu chủng tộc của dân cư sinh sống trong quận bao gồm 97,97% người da trắng, 0,76% da đen hay Mỹ gốc Phi, 0,14% người Mỹ bản xứ, 0,12% ở châu Á, 0,27% từ các chủng tộc khác, và 0,74% từ hai hoặc nhiều chủng tộc. 0,89% dân số là người Hispanic hay Latino thuộc một chủng tộc nào. 27,5% là của Mỹ, Đức 21,6%, 17,4% và 10,2% tiếng Anh gốc Ailen theo điều tra dân số năm 2000. 98,5% nói người gốc Anh và 1,3% tiếng Tây Ban Nha là ngôn ngữ đầu tiên của họ.
Có 6.309 hộ, trong đó 28,70% có trẻ em dưới 18 tuổi sống chung với họ, 54,90% là đôi vợ chồng sống với nhau, 9,00% có một chủ hộ nữ và không có chồng, và 32,60% là không lập gia đình. 29,20% hộ gia đình đã được tạo ra từ các cá nhân và 15,00% có người sống một mình 65 tuổi hoặc lớn hơn. Cỡ hộ trung bình là 2,36 và cỡ gia đình trung bình là 2,89.
Tháp tuổi dân cư sinh sống trong quận với tỷ lệ như sau: 22,70% dưới độ tuổi 18, 7,60% 18-24, 26,20% 25-44, 23,40% từ 45 đến 64, và 20,10% từ 65 tuổi trở lên người. Độ tuổi trung bình là 41 năm. Đối với mỗi 100 nữ có 91,00 nam giới. Đối với mỗi 100 nữ 18 tuổi trở lên, đã có 87,80 nam giới.
Thu nhập trung bình cho một hộ gia đình trong quận đã đạt mức USD 30.361, và thu nhập trung bình cho một gia đình là USD 37.050. Phái nam có thu nhập trung bình USD 28.428 so với 18.727 USD của phái nữ. Thu nhập bình quân đầu người đạt mức 17.070 USD. Có 10,70% gia đình và 13,70% dân số sống dưới mức nghèo khổ, bao gồm 21,30% những người dưới 18 tuổi và 8,50% của những người 65 tuổi hoặc hơn.